# RMG 50
Das RMG 50 ist ein deutsches schweres Maschinengewehr im Kaliber. 50 BMG (12,7 × 99 mm NATO), das sich seit 2012 in der Erprobungsphase befindet. Das RMG 50 sollte das Browning M2 HB ablösen. Zusätzlich sollte Hochleistungsmunition verwendbar sein. Die Konstruktion begann 2008, erste Schussversuche fanden 2009 statt. 2012 wurde die Waffe von der Bundeswehr getestet. Die Serienfertigung und Einführung wurde mehrfach verschoben.

## Technik
Das RMG 50 wird elektrisch angetrieben und kann mit einfacher oder doppelter Munitionszuführung ausgestattet werden. Das wechselbare Rohr ist luftgekühlt. Die Kadenz ist einstellbar, wobei die abgegebenen Schüsse elektronisch gezählt werden. Im Einzelschuss-/Präzisionsmodus wird die Waffe im aufschießenden Betrieb genutzt.